# Station Dollbergen
Station Dollbergen (Bahnhof Dollbergen) is een spoorwegstation in de Duitse plaats Dollbergen, in de deelstaat Nedersaksen. Het station ligt aan de spoorlijn Berlijn - Lehrte.

## Indeling
Het station beschikt over één zijperron en één eilandperron, die niet zijn overkapt, maar voorzien van abri's. De perrons zijn te bereiken via een fiets- en voetgangerstunnel, die ook de straten Bahnhofstraße en Ladestraße verbindt. De perronsporen 1 en 2 liggen aan de spoorlijn Berlijn - Lehrte met een baanvaksnelheid 200 km/h, waardoor de perrons deels zijn afgestreept uit oogpunt van de veiligheid. Aan beide zijde van het station zijn er parkeerterreinen, fietsenstallingen en bushaltes. 

## Verbindingen
De volgende treinserie doet het station Dollbergen aan:
| Serie | Treinsoort              | Route                                                        | Bijzonderheden |
| ----- | ----------------------- | ------------------------------------------------------------ | -------------- |
| RE 30 | Regional-Express (enno) | Hannover Hbf – Lehrte – Dollbergen – Gifhorn – Wolfsburg Hbf |                |